# 1991 BR
1991 BR är en asteroid i huvudbältet, som upptäcktes den 19 januari 1991 av den japanske amatörastronomen Atsushi Sugie i Dynic-observatoriet.